# Spare Me the Details
„Spare Me the Details” – singiel zespołu The Offspring z albumu Splinter. Jest na Splinterze dziesiątym utworem. Singiel jest pierwszym singlem akustycznym wydanym przez The Offspring. Nie nakręcono do niego żadnego teledysku.
Piosenka jest na piętnastej pozycji na składance Greatest Hits.